# عزالدین دوحه
عزالدین دوحه (انگلیسی: Azzedine Doukha؛ زاده ۵ اوت ۱۹۸۶) یک بازیکن فوتبال است.